# Stazione di Wengen
La stazione di Wengen è una stazione ferroviaria ubicata a Lauterbrunnen, nella frazione di Wengen, lungo la Wengernalpbahn.

## Storia
La stazione venne inaugurata il 18 aprile 1892 contestualmente all'apertura della ferrovia proveniente da Lauterbrunnen, assumendo momentaneamente il ruolo di capolinea: divenne passate nel mese di agosto dello stesso anno quando la ferrovia raggiunse Kleine Scheidegg. Subì lavori di restauro nel 1899 quando venne edificato anche il deposito, nel 1905, nel 1976 e nel 1991, anno in cui fu costruito un deposito merci sotterraneo.
Poco fuori la stazione in direzione di Lauterbrunnen è possibile osservare il bivio tra il nuovo e il vecchio tracciato: nel 1910 infatti venne attivato un percorso diretto ma più ripido; tuttavia il vecchio tracciato continuò a essere in uso per il servizio merci fino al 2009 quando il binario venne divelto.

## Struttura e impianti
Essendo Wengen chiusa al traffico automobilistico, la ferrovia rappresenta il principale mezzo d'accesso alla località: la stazione ha quindi sia funzione passeggeri che merci. Dispone di un fabbricato viaggiatori con i servizi per passeggeri, mentre il piano binari è composto da quattro binari passati più uno tronco proveniente da Lauterbrunnen; i treni merci invece utilizzano il deposito sotterraneo oppure il quarto binario.

## Movimento
Tutti i treni effettuano fermata alla stazione di Wengen con frequenza semioraria in entrambe le direzioni, con destinazioni Lauterbrunnen e Kleine Scheidegg.

## Servizi
- Bar
- Biglietteria a sportello
- Biglietteria automatica
- Sala d'attesa
- Servizi igienici

## Interscambio
A circa 250 metri dalla stazione si trova la funivia per il Männlichen.